# Giro delle Marche in Rosa
Le Giro della Marche in Rosa, soit Tour des Marches en rose, est une course cycliste féminine italienne. Créée en 2019, la course fait d'abord partie de la catégorie 2.2 du calendrier de l'Union cycliste internationale.

## Palmarès
| Année | Vainqueur      | Deuxième      | Troisième      |
| ----- | -------------- | ------------- | -------------- |
| 2019  | Soraya Paladin | Marta Cavalli | Rasa Leleivytė |